# Кибрик, Евгений Адольфович
Евге́ний Адо́льфович Ки́брик (первоначальное имя Герц Адольфович Кибрик; 1906—1978) — советский художник-график, иллюстратор, педагог. Академик АХ СССР (1962; член-корреспондент 1949). Народный художник СССР (1967). Лауреат Сталинской премии третьей степени (1948).

## Биография
Герц Кибрик (с 1920-х годов — Евгений) родился 8 (21) февраля 1906 года в Вознесенске (ныне Николаевской области Украины), в зажиточной еврейской семье. Его отец, Адольф Гершевич Кибрик (? — 1940), был крупным хлеботорговцем и судовладельцем, занимавшимся баржевыми перевозками по Днестру (его пароход «Адольф» курсировал между Аккерманом, Бендерами и Ново-Дубоссарами). Мать — Любовь Моисеевна Кибрик.

Могила художника Евгения Адольфовича Кибрика и его сына лингвиста Александра Евгеньевича Кибрика на Новодевичьем кладбище Москвы.

В 1922 году переехал в Одессу, где поступил в Художественное училище. Учился на факультете живописи в мастерской Т. Б. Фраермана. С конца 1922 года сотрудничал в газете Одесского обкома комсомола «Молодая гвардия».
В 1925 году приехал в Ленинград и поступил учиться в ВХУТЕИН у К. С. Петрова-Водкина, С. В. Приселкова, А. И. Савинова. В 1927 году прервал обучение и перешёл в мастерскую П. Н. Филонова, став впоследствии его учеником. Вошёл в основанный П. Н. Филоновым коллектив «Мастера аналитического искусства» и первые самостоятельные работы выполнил под сильнейшим влиянием учителя. В 1927 году принял участие в общей работе коллектива «Мастеров аналитического искусства» — в оформлении ленинградского Дома печати. Автор живописного панно «Новый быт» («Первое мая»).
C 1927 года сотрудничал как иллюстратор в ленинградской газете «Смена». В 1930 году выполнил иллюстрации к «Подпоручику Киже» Ю. Н. Тынянова, в работе над которыми ему значительно помог учитель П. Н. Филонов. В 1930 году организовал в Москве студию ИЗОРАМ.
В 1932 году возвратился в Ленинград. Работал в книжной иллюстрации, преимущественно в технике литографии. Отправив жену с сыном в начале войны в эвакуацию, остался в Ленинграде, где был арестован и в сентябре 1941 года, будучи под следствием, был переправлен в Новосибирск.

«Ласочка». Иллюстрация Е. А. Кибрика к повести Р. Роллана «Кола Брюньон».

В начале весны 1942 году был освобождён и в конце июля выехал в Самарканд, куда перевёз из Ермутлы семью и где руководил графической мастерской Ленинградского института живописи, скульптуры и архитектуры, в следующем году возвратился в Москву. Старшая сестра, учитель музыки Мария Кибрик (в замужестве Чацкая, 1903—1941), была расстреляна нацистами во время акции уничтожения еврейского населения Макеевки. Оставшаяся в блокадном Ленинграде мать умерла от голода.
В 1943 году выполнил серии рисунков «Земля Узбекистана» и «Фархад-строй». В сентябре 1943 года художника вызвали в Москву в Комитет по делам искусств и командировали в Сталинград, результатом поездки стала серия графических листов «Сталинград». В 1946—1947 годах создал серию графических работ «В. И. Ленин в 1917 году». Серия является одной из важнейших работ в советской лениниане; над ленинской темой художник продолжал работать вплоть до 1959 года.
Занимался педагогической деятельностью. В течение двадцати пяти лет (1954—1978) был профессором Московского художественного института им. В. И. Сурикова, руководил мастерской станковой графики АХ СССР (1967—1978), в которой стажировался ряд известных художников.
Умер 18 июля 1978 года в Москве. Похоронен на Новодевичьем кладбище (участок № 9).

### Семья
- Первая жена (с 1927 года) — Вера Казимировна Кетлинская (1906—1976), писательница[14][11].
- Вторая жена — Лидия Яковлевна Тимошенко (1903—1976), художница.
  - Сын — Александр Евгеньевич Кибрик (1939—2012), лингвист, член-корреспондент РАН, член Британской Академии наук, профессор, заведующий кафедрой ОТиПЛ филфака МГУ.
    - Внук — Андрей Александрович Кибрик, лингвист, доктор филологических наук.
    - Внучка — Антонина Александровна Кибрик, художница.
- Сестра — Эмма Адольфовна Теплицкая[8].

## Награды и звания
- Заслуженный деятель искусств РСФСР (1948)
- Народный художник РСФСР (1963)
- Народный художник СССР (1967)
- Сталинская премия третьей степени (1948) — за рисунки «Есть такая партия!» и «Ленин в Разливе» из серии «Ленин в 1917 году» (1947)
- Орден Ленина (1976)
- Орден Трудового Красного Знамени (1956)
- Медаль «В ознаменование 100-летия со дня рождения Владимира Ильича Ленина»
- Медаль «За доблестный труд в Великой Отечественной войне 1941—1945 гг.»
- Серебряная медаль Всемирной выставки в Париже (1937)
- Бронзовая медаль Всемирной выставки в Брюсселе (1958)
- Серебряная медаль АХ СССР (1959)
- Серебряная медаль Международной выставки искусства книги социалистических стран (1959)
- Золотая медаль АХ СССР (1964)
- Серебряная медаль Международной выставки искусства книги в Лейпциге (1965)[15]

## Творчество
Автор иллюстраций к книгам:
- «Подпоручик Киже» Ю. Н. Тынянова, 1930 г.
- «Невская повесть» Д. М. Лаврухина, 1933 г.
- «Тяжёлый дивизион» А. Г. Лебеденко, 1934 г.
- «Кола Брюньон» Р. Роллана, 1934—1936 гг.
- «Легенда об Уленшпигеле» Ш. де Костера, 1937—1938 гг.
- «Тарас Бульба» Н. В. Гоголя, 1944—1945 гг.
- «Героические былины», 1948—1950 гг.
- «Как закалялась сталь» Н. А. Островского, 1953—1956 гг.
- «Борис Годунов» А. С. Пушкина, 1959—1964 гг.
- «Портрет» Н. В. Гоголя, 1973—1977 гг.

## Память
В октябре 1985 года был открыт Вознесенский художественный музей Е. А. Кибрика (филиал Николаевского художественного музея имени В. В. Верещагина), на основании собрания работ художника, переданной его наследниками в дар музею.